# Unterseeboot 267
Le Unterseeboot 267 (ou U-267) est un sous-marin allemand (U-Boot) de type VII.C utilisé par la Kriegsmarine (marine de guerre allemande) pendant la Seconde Guerre mondiale.

## Historique
Mis en service le 11 juillet 1942, l'Unterseeboot 267 passe son temps d'entraînement initial à Danzig au sein de la 8. Unterseebootsflottille jusqu'au 31 janvier 1943, puis l'U-27 intègre son unité de combat à la base sous-marine de Saint-Nazaire avec la 7. Unterseebootsflottille. À la suite de l'avancée des Alliés en France et pour éviter sa capture, l'U-267 est transféré, à partir du 1er octobre 1944, dans la 33. Unterseebootsflottille à Flensburg.
L'Unterseeboot 267 effectue sept patrouilles dans lesquelles il ne coule, ni n'endommage de navire ennemi au cours de ses 322 jours en mer.
Il réalise sa première patrouille, quittant le port de Kiel le 12 janvier 1943 sous les ordres du Kapitänleutnant Otto Tinschert.

Le 5 février 1943, l'U-Boot subit l'attaque d'un navire d'escorte à la grenade anti sous-marine dans l'Atlantique ; il est endommagé si gravement qu'il retourne à sa base.

Après 38 jours en mer, il arrive à la base sous-marine de Saint-Nazaire le 18 février 1943.
Au cours de sa deuxième patrouille, le 29 mars 1943, l'U-267 est attaqué par des navires d'escorte d'un convoi dans l'Atlantique Nord et subit de légers dommages.
Le 7 juillet 1943, quatre jours après son départ de sa troisième patrouille, au large du Cap Finisterre, un hydravion PBY Catalina britannique (RAF Squadron 210) attaque l'U-267 en lui lançant des charges de profondeur. L'U-Boot plonge et échappe à l'attaque,  gravement endommagé. Il fait surface et cesse sa mission. Il réussit à effectuer des réparations partielles en mer et à échapper à d'autres assaillants envoyés à ses trousses, atteignant Saint-Nazaire le 13 juillet.
Pour sa septième et dernière patrouille, il quitte Kiel le 24 février 1945 sous les ordres de l'Oberleutnant zur See Otto Tinschert. Après cinq jours en mer, il arrive à Frederikshavn le 28 février 1945.
La fin de la guerre approchant, l'Amiral Karl Dönitz lance un ordre de sabordage. L'U-267 est sabordé le 4 mai 1945 dans la baie de Geltinger. Après guerre, il est démoli.

## Affectations successives
- 8. Unterseebootsflottille à Danzig du 11 juillet 1942 au 31 janvier 1943 (entrainement)
- 7. Unterseebootsflottille à Saint-Nazaire du 1er février 1943  au 1er octobre 1944 (service actif)
- 33. Unterseebootsflottille à Flensburg du 1er octobre 1944 au 15 mai 1943 (service actif)

## Commandement
- Kapitänleutnant Otto Tinschert du 11 juillet 1942 au 13 juillet 1943
- Ernst von Witzendorff du 14 juillet au 26 novembre 1943
- Kapitänleutnant Otto Tinschert du 27 novembre 1943 au 6 juillet 1944
- Oberleutnant zur See Bernhard Knieper du 7 juillet 1944 au 4 mai 1945

Nota: Les noms de commandants sans indication de grade signifie que leur grade n'est pas connu avec certitude à notre époque (2013) à la date de la prise de commandement

## Patrouilles
|       | Commandant             | Départ            | Départ        | Arrivée           | Arrivée       | Jours     | Succès |
| ----- | ---------------------- | ----------------- | ------------- | ----------------- | ------------- | --------- | ------ |
| 1     | Kptlt. Otto Tinschert  | 12 janvier 1943   | Kiel          | 18 février 1943   | Saint-Nazaire | 38 jours  |        |
| 2     | Kptlt. Otto Tinschert  | 23 mars 1943      | Saint-Nazaire | 21 mai 1943       | Saint-Nazaire | 60 jours  |        |
| 3     | Kptlt. Otto Tinschert  | 4 juillet 1943    | Saint-Nazaire | 12 juillet 1943   | Saint-Nazaire | 10 jours  |        |
|       | Ernst von Witzendorff  | 14 septembre 1943 | Saint-Nazaire | 16 septembre 1943 | Saint-Nazaire | 3 jours   |        |
|       | Ernst von Witzendorff  | 18 septembre 1943 | Saint-Nazaire | 19 septembre 1943 | Saint-Nazaire | 2 jours   |        |
|       | Ernst von Witzendorff  | 22 septembre 1943 | Saint-Nazaire | 24 septembre 1943 | Saint-Nazaire | 3 jours   |        |
|       | Ernst von Witzendorff  | 26 septembre 1943 | Saint-Nazaire | 28 septembre 1943 | Saint-Nazaire | 3 jours   |        |
| 4     | Ernst von Witzendorff  | 3 octobre 1943    | Saint-Nazaire | 26 novembre 1943  | Saint-Nazaire | 55jours   |        |
|       | Kptlt. Otto Tinschert  | 10 janvier 1944   | Saint-Nazaire | 13 janvier 1944   | Saint-Nazaire | 4 jours   |        |
|       | Kptlt. Otto Tinschert  | 15 janvier 1944   | Saint-Nazaire | 17 janvier 1944   | Saint-Nazaire | 3 jours   |        |
|       | Kptlt. Otto Tinschert  | 20 janvier 1944   | Saint-Nazaire | 22 janvier 1944   | Saint-Nazaire | 3 jours   |        |
|       | Kptlt. Otto Tinschert  | 19 février 1944   | Saint-Nazaire | 21 février 1944   | Saint-Nazaire | 3 jours   |        |
| 5     | Kptlt. Otto Tinschert  | 26 février 1944   | Saint-Nazaire | 20 mai 1944       | Saint-Nazaire | 85 jours  |        |
| 6     | Oblt. Bernhard Knieper | 23 septembre 1944 | Saint-Nazaire | 29 octobre 1944   | Stavanger     | 37 jours  |        |
|       | Oblt. Bernhard Knieper | 4 novembre 1944   | Stavanger     | 11 novembre 1944  | Flensbourg    | 8 jours   |        |
| 7     | Oblt. Bernhard Knieper | 24 février 1945   | Kiel          | 28 février 1945   | Frederikshavn | 5 jours   |        |
| Total | Total                  | Total             | Total         | Total             | Total         | 322 jours | 0 t    |

Note : Oblt. = Oberleutnant zur See - Kptlt. = Kapitänleutnant

Nota: Les noms de commandants sans indication de grade signifie que leur grade n'est pas connu avec certitude à notre époque (2013) à la date de la prise de commandement

### Opérations Wolfpack
L'U-267 a opéré avec les Wolfpacks (meute de loups) durant sa carrière opérationnelle:
1. Landsknecht (19 janvier 1943 - 28 janvier 1943)
2. Pfeil ( 1er février 1943 - 7 février 1943)
3. Sans nom (27 mars 1943 - 30 mars 1943)
4. Adler (7 avril 1943 - 13 avril 1943)
5. Meise (13 avril 1943 - 27 avril 1943)
6. Amsel (2 mai 1943 - 3 mai 1943)
7. Amsel 1 (4 mai 1943 - 6 mai 1943)
8. Elbe (7 mai 1943 - 10 mai 1943)
9. Elbe 1 (10 mai 1943 - 14 mai 1943)
10. Schlieffen (14 octobre 1943 - 22 octobre 1943)
11. Siegfried (22 octobre 1943 - 27 octobre 1943)
12. Siegfried 2 (27 octobre 1943 - 30 octobre 1943)
13. Körner (30 octobre 1943 - 2 novembre 1943)
14. Tirpitz 1 (2 novembre 1943 - 8 novembre 1943)
15. Eisenhart 9 (9 novembre 1943 - 11 novembre 1943)
16. Preussen (7 mars 1944 - 22 mars 1944)

## Navires coulés
L'Unterseeboot 267 n'a ni coulé, ni endommagé de navires ennemis au cours des sept patrouilles (290 jours en mer) qu'il effectua.

### Source et bibliographie
- (en) Cet article est partiellement ou en totalité issu de l’article de Wikipédia en anglais intitulé « German submarine U-267 » (voir la liste des auteurs).
- Chris Bishop, historien militaire (trad. de l'anglais par Christian Muguet), Les sous-marins de la Kriegsmarine : 1939-1945 : le guide d'identification des sous-marins [« The spellmount submarine identification guide : Kriegsmarine U-boats 1939-1945 »], Paris, Éd. de Lodi, 2008, 192 p. (ISBN 978-2-84690-327-1, OCLC 470721805, BNF 41298980)